# Don Carlos av Spanien
Don Carlos av Spanien, född 8 juli 1545 i Valladolid, död 24 juli 1568, var en infant av Spanien och prins av Asturien. Han var son till Filip II av Spanien och Maria Manuela av Portugal. 

## Biografi
Som ung hade han psykiska och fysiska problem, som delvis kan förklaras av husets Habsburgs inavelsproblem. 1560 vann han Kastiliens tron men runt 1562 började han uppvisa tecken på psykiska problem och hölls därför fängslad mot slutet av sitt liv. Han kom att bli en mytomspunnen figur och har bidragit till Spaniens svarta legend, då hans psykiska problem bland annat involverade fruktansvärd sadism.
När han var sjutton år ramlade Don Carlos ned för en stentrappa i palatset i Alcalá och skadade sig allvarligt i bakhuvudet. Efter att länge ha svävat mellan liv och död botades han av den berömde läkaren Vesalius, grundaren av den anatomiska vetenskapen. Själv tillskrev han dock sin räddning den underbara kraften hos benen från en avliden munk vid namn Diego. Den svåra kroppsskadan hade en starkt ogynnsam inverkan på prinsens senare hälsotillstånd. Han blev nyckfull, slösaktig, häftig och drabbades ofta av raseri. Fysiskt var han liten och klen och ansågs olämplig till att gifta sig.
Redan 1558 var hans problem allmänt kända vid hovet, men betraktades som en statshemlighet och doldes genom en rad åtgärder från hovets sida. Under de spansk-franska äktenskapsförhandlingarna 1558–1559 förlovades Don Carlos med Elisabeth av Valois, men fick då förhandlingarna började gå mot sitt slut träda tillbaka för fadern. Redan 1561 började Don Carlos uteslutning från tronföljd att förberedas. Han inträdde dock 1564 i rådet och blev 1567 dess president, men under strikta direktiv att endast "se och höra". Don Carlos började en tid därefter förhandla med kejsaren om att ingå ett nytt äktenskap med ärkehertiginnan Anna, som fadern med alla möjliga förevändningar försökte hindra. Slutligen måste han ge en förklaring angående sonens tillstånd.
Från 1563 arbetade kungen i hemlighet med att få en österrikisk ärkehertig till efterträdare. Sedan detta misslyckats, fick Don Carlos en ny chans, trots att hans tillstånd efter 1562 ytterligare försämrats, nämligen att med påvlig dispens gifta sig med sin faster, infantinnan Johanna, som efter ett tronskifte skulle styra i hans namn. Denna plan, faderns motstånd mot hans österrikiska äktenskap och ett indraget löfte om ståthållarskap i Nederländerna, gjorde Don Carlos alltmer uppstudsig.
En skenbar förbättring skedde i Don Carlos psykiska hälsotillstånd år 1567. Kungen anförtrodde honom då genast flera höga statsämbeten och ökade hans årliga inkomster till den ansenliga summan av 100 000 dukater. Det var till och med på tal att låta välja Don Carlos till romersk kung, och prinsen grep sig an med att lära sig det tyska språket. Förbättringen varade dock endast några få veckor. Prinsen försummade inte bara de statsärenden som anförtrotts honom, utan återföll till våldsamheter och utsvävningar. Än värre var att han offentligt angrep och hånade sin far och dennes rådgivare och anföll sin farbror Juan de Austria i syfte att mörda honom. Don Carlos samlade också ihop medel för att fly till utlandet. Till slut meddelade han i bikten för priorn av Atocha att han avsåg mörda sin far. Priorn berättade detta för kungen, som också fick samma underrättelse från annat håll.
Filip beslutade sig nu för att oskadliggöra sin son. Natten mellan den 19 och 20 januari 1568 lät han personligen spärra in Don Carlos i hans rum. Under fångenskapen åt Don Carlos i flera dagar i rad inget annat än stora mängder av råa plommon, drack stora mängder is- och snövatten och kastade sig naken på golvets kalla stenplattor. Filip iakttog ofta sonen i hemlighet genom en öppning i väggen. Den 24 juli 1568 avled Don Carlos.
Enligt officiella versioner skall han genom ett oförnuftigt levnadssätt samma år undergrävt sin hälsa och därigenom avlidit. Vittnen har beskrivit att han dog lugnt och stilla. Rykten om att fadern låtit mörda sin son kom tidigt i omlopp, men främst på 1590-talet sedan en avskedad spansk ämbetsman i utländsk tjänst börjat sprida uppgifterna. Dödsfallet kom dock ganska olägligt för fadern, som ännu inte löst tronföljdsfrågan, och berättelsen har liten trovärdighet.

## Don Carlos som person
Don Carlos led av olika psykiska och fysiska störningar, vilket bidrog till flera väldokumenterade sadistiska dåd. Till exempel lät han vid ett tillfälle flå en hel häst levande, grilla harar levande och han ska vid ett berömt tillfälle ha tvingat en skomakare att äta upp ett par nya skor, som var i fel storlek för Don Carlos[källa behövs].
Hans far Filip II kunde inte acceptera sådana hemska dåd inom sin egen familj, så han lät låsa in sin son i en isolerad kammare. I protest började Don Carlos att hungerstrejka och åt istället ringar och andra föremål. Detta ledde till slut till hans död i juli 1568.

## Don Carlos i litteraturen
Don Carlos var förlovad med Elisabeth av Valois, men hon giftes istället bort med hans far, kung Filip. I pjäsen Don Carlos av Friedrich Schiller skildras prinsen som dels romantiskt förälskad i sin styvmor, dels förespråkande större frihet för undersåtarna. Denna pjäs har också blivit en opera av Verdi.